# Come Back and Stay

Come Back and Stay est une chanson qui a été tout d'abord enregistrée par son auteur Jack Lee (en) en 1981, puis qui a été reprise par Paul Young en 1983, qui en a fait un tube international. Le single apparaît sur l'album '. No Parlez.
La chanson a été notamment classée n° 1 en Belgique, n°1 en Suisse, n°1 en Allemagne, n°3 en Autriche, etc.
Elle peut être entendue dans le jeu vidéo de 2006 Grand Theft Auto: Vice City Stories. 